# UTC+10:30

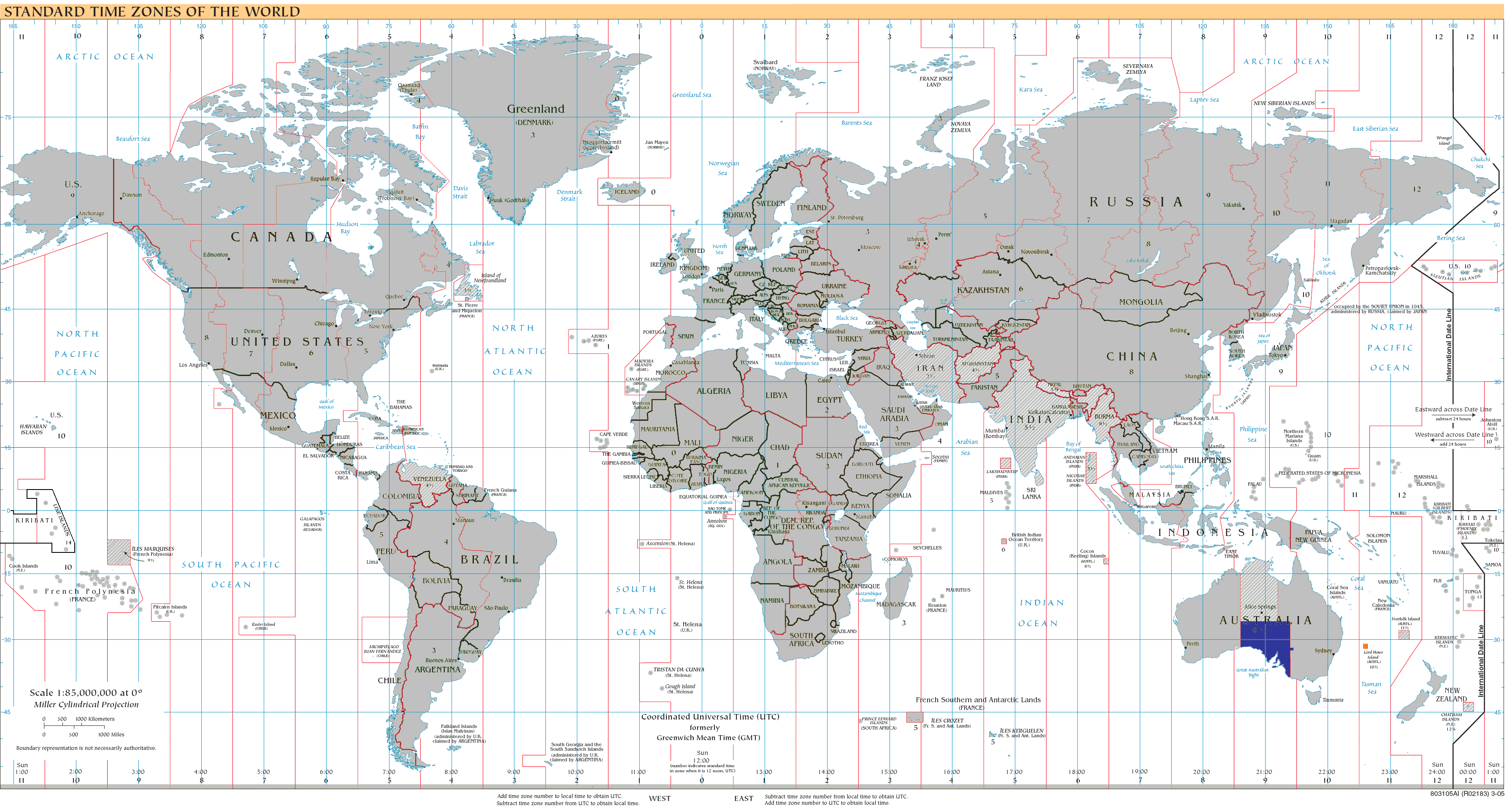
území, kde čas UTC+10:30 platí celoročně
území, kde čas UTC+10:30 platí sezónně v zimním období
území, kde čas UTC+10:30 platí sezónně v letním období
území, kde čas UTC+10:30 neplatí
mořské plochy spadající do pásma UTC+10:30
mořské plochy nespadající do pásma UTC+10:30
Poznámka: Stav k roku 2008

UTC+10:30 je zkratka a identifikátor časového posunu o +10½ hodiny oproti koordinovanému světovému času. Tato zkratka je všeobecně užívána.
Výjimečně lze nalézt o zkratku K*.
Zkratka se často chápe ve významu časového pásma s tímto časovým posunem. Tento čas je neobvyklý a jeho řídícím poledníkem je 157°30′ východní délky; pásmo by teoreticky mělo rozsah mezi 150° a 165° východní délky.

## Jiná pojmenování
| zkratka | česky | anglicky                         | poznámka                     | odkaz |
| ACDT    | -     | Australian Central Daylight Time | viz časová pásma v Austrálii | [ 3 ] |
| LHST    | -     | Lord Howe Standard Time          | viz časová pásma v Austrálii | [ 4 ] |

## Úředně stanovený čas
Čas UTC+10:30 je používán na následujících územích.

### Sezónně platný čas
- Austrálie — letní čas platný[p 7] na části území (Jižní Austrálie a částečně Nový Jižní Wales)[p 8] posunutý o  hodinu oproti standardnímu času.[p 9]
- Ostrov lorda Howa (Austrálie) — standardní čas[p 9] platný[p 7] na tomto ostrově

## Historie
Pásmový čas +10:30 byl poprvé zaveden v roce 1899 na Ostrově lorda Howa.
Do téhož roku platil v Jižní Austrálii čas posunutý o +9 hodin oproti greenwichskému času (GMT). V onom roce posunuli čas o třicet minut dopředu na GMT+9½, což bylo v rozporu s obecnou mezinárodní praxí, že rozdíl mezi pásmy má být hodinový a příslušný poledník s odpovídajícím časem má procházet dotyčným územím. GMT+10½ zde začal platit se zavedením letního času — poprvé v roce 1917, trvale od roku 1971.